# Dolors Martí Domènech
Dolors Martí Domènech (Tivissa, 1901 - Bordeus, 1970) Fou l'única dona a Tarragona amb càrrec públic i responsabilitat político-executiva a la Generalitat Republicana des de finals de 1937 a inicis del 1939. Morí a l'exili.

## Biografia
Nascuda a Tivissa l'any 1901, era filla de Jaume Martí Jardí, pagès, i de Juliana Domènech Tost. Era la petita de deu germans, sis dels quals varen morir durant la infantesa a causa de la diftèria.
Ben aviat la personalitat del pare, membre del Comitè Republicà de Tivissa, aplegat al voltant del polític tortosí Marcel·lí Domingo, exercí una notable influència sobre la Dolors que amb 13 anys ja l'acompanyava als mitings.
Es desconeix quins estudis reglats va cursar, però escrivia poesia correctament en català i en castellà i tenia gran facilitat per redactar i exposar oralment proclames i discursos de caràcter polític.
Als vint anys, poc després de la mort del seu pare, es posà a treballar en una fàbrica de persianes als voltants de Tivissa i més tard es traslladà a Barcelona.
Es va casar amb el mestre valencià Adrià Broseta Merecenciano, al qual seguí en els seus destins (Cornellà, Vila-seca, Salomó, Renau i Tarragona)
Fruit d'aquesta unió nasqueren dos fills: Ferran i Maria Lluïsa.

## La República
La proclamació de la Segona República esdevingué mentre la família Broseta Martí estava domiciliada a Reus, poc després es traslladaren a Vila-seca, on Dolors va connectar amb el Partit Socialista intervenint amb gran èxit com a oradora en la campanya electoral de les eleccions legislatives de l'any 1933
Traslladats a Salomó, Dolors va crear L'Agrupació Femenina del Partit Socialista Obrer Espanyol (PSOE) i desenvolupà una gran activitat sindical des de la UGT la qualcosa provocà conflictes i enfrontaments amb les forces vives del poble.
Poc després dels Fets del sis d'octubre, el mestre Broseta rebé l'ordre de trasllat a Renau, un petit poble de 82 habitants i aconsellà la seva dona d'allunyar-se dels conflictes polítics i anar a Barcelona per seguir els cursos de llevadora.
Dolors estudià el curs preparatori però l'enyor i la convicció de que no podia eludir les seves responsabilitats de mare i esposa la van fer tornar. Les eleccions generals del 16 de febrer de 1936 van comportar el triomf dels partits d'esquerres i Dolors va recuperar la il·lusió.

## La Guerra Civil
Amb l'esclat de la Guerra Civil, entre els dies 18 i 21 de juliol, Dolors va assumir la protecció d'alguns veïns del poble temerosos de les ires dels escamots revolucionaris i aconseguí que l'església fos respectada i ningú patís cap agressió. El 15 d'agost per decisió del marit van marxar a Llíria (València) però a finals de setembre del 1936 incapaç de restar com a simple espectadora d'quells moments històrics, la Dolors tornà a Tarragona amb els fills. Va contactar amb David Valle Peña i Josep Catalán, dirigents del PSUC i de la UGT que ràpidament la van incorporar als seus rengles com a oradora, protagonitzant una impressionant campanya propagandística pels pobles de la comarca. Adrià Broseta, el seu marit, també tornà a exercir de mestre Tarragona.
Durant els Fets de Maig de 1937 essent secretària del PSUC, desafià els tirotejos que es registraven a la Rambla aconseguint arribar a la Seu de la UGT on va ajudar a curar els ferits. Dolors Martí va consignar a les seves memòries les instruccions que el PSUC rebia dels agents soviètics establerts a Barcelona per tal de difamar la CNT i el POUM, i propagar mentides, invencions i calúmnies per justificar la brutal repressió contra la CNT i el POUM durant i després dels Fets de Maig.
El 4 de novembre de 1937 Dolors fou nomenada delegada del Departament d'Economia de la Regió III de Tarragona que comprenia les comarques de l'Alt Camp, Alt Penedès, Baix Penedès, Garraf i Tarragonès amb una població de gairebé 175.000 habitants. Durant els mesos que ocupà el càrrec va assumir grans problemes derivats dels bombardejos i destrucció de fàbriques, l'escassetat de matèries primeres, la pèrdua de mercats, la manca de proveïments i la mobilització de treballadors a més de prendre el control del teixit empresarial que havia estat intervingut o col·lectivitzat per les forces revolucionàries els primers mesos de la Guerra Civil.

## L'Exili
Dos dies abans de l'ocupació de Tarragona per l'exèrcit franquista, la família Broseta-Martí marxà cap a l'exili. Només trepitjar terra francesa, el pare fou conduït a Argelès i més tard al Camp de concentració de Bram i la Dolors i els nens traslladats a Mèry-sur-Seine. No es retrobaren fins un any més tard. La seva intenció era embarcar cap a Mèxic, però al no aparèixer el vaixell restaren a Bordeus on el pare trobà feina a la base de submarins de Mèrignac.
Durant l'Ocupació alemanya, Dolors continuà en contacte amb els companys del PSUC i fou detinguda per la policia francesa per haver acollit un comunista que s'havia escapolit d'una comissaria.
Un cop finalitzada la Segona Guerra Mundial, encara amb l'esperança de retornar a Catalunya, fou depurada per ser partidària de Joan Comorera i Soler. Acusada de desviacionista, fou inhabilitada i finalment expulsada del PSUC el 27 d'octubre de 1946
No va tornar a Espanya fins a l'any 1968, en un únic viatge a Reus per acomiadar-se de la seva germana que estava agonitzant.
Va residir a Bordeus fins a la seva mort el 1970 als seixanta-nou anys.

## Memòria Històrica
No fou fins a l'any 2007 que la Llei de Memòria Històrica va atorgar reconeixement a les víctimes de la Dictadura Franquista. Anys més tard l'Ajuntament de Tarragona, compromès amb la memòria i la igualtat de gènere va decidir donar el nom de Dolors Martí Domènech a un dels carrers de la ciutat i en el futur anar incorporant al nomenclàtor els noms d'altres dones emblemàtiques.